# 이리부 (선거구)
이리부는 대한민국의 옛 국회의원 선거구이다. 당시 전라북도 이리부 지역을 관할했다.

## 역사
제헌 국회의원 선거를 앞두고 이리부 전 지역을 관할하는 선거구로 신설되었다.
1949년 8월, 이리부가 이리시로 개칭되었다. 이에 제2대 국회의원 선거를 앞두고 이리시 선거구로 개편되었다.

## 역대 국회의원
| 선거   | 정당 | 정당   | 의원 |
| ------ | ---- | ------ | ---- |
| 1948년 |      | 무소속 | 배헌 |

## 역대 선거 결과

### 대한민국 제헌 국회의원 선거
|  | 41.97% |

|  | 31.26% |

|  | 21.31% |

|  | 5.44% |